# Незалежна
Незалежна — станція Криворізької дирекції Придніпровської залізниці на електрифікованій лінії Кривий Ріг-Головний — Апостолове між станціями Новоблочна (5 км) та Радушна (6 км). Розташована у південно-східній частині Довгинцівського району Кривого Рогу Дніпропетровської області.

## Історія
Станція відкрита у 1936 році під первинною назвою Довгинцеве-Сортувальне. У  1965 році перейменована на станцію Батуринська, на честь партизан-батуринців, які загинули від рук денікінців.
18 липня 2023 року станція Батуринська отримала сучасну назву — Незалежна.

## Пасажирське сполучення
На станції Незалежна зупиняються приміські електропоїзди Криворізького та Нікопольського напрямків.